# 프라이 기준
프라이 기준(Frye standard)은 과학증거의 증거능력을 판단하기 위한 기준이다.
1923년 프라이 v. 미합중국 판례에서 비롯되었다. 해당 판례에서는 수축기 혈압 검사를 이용한 거짓말 탐지기의 증거능력이 주요 쟁점이었다. 재판부는 전문가 증언은 "충분히 확립되고(sufficiently established) 일반적으로 수용되는(general acceptance)" 과학적 방법에 근거해야 한다고 판시했고, 미국에서 오랫동안 이 기준이 사용되었다.
하지만 어느 정도가 "일반적"이냐는 문제로 인해 일관적인 기준 적용이 어려웠고, 1993년 도버트 v. 메렐 도우 제약회사 판례 이후 연방법원 및 대부분의 주법원에서 프라이 기준을 도버트 기준으로 대체하였다. 하지만 캘리포니아주, 일리노이주, 메릴랜드주, 미네소타주, 뉴저지주, 뉴욕주, 펜실베이니아주, 워싱턴주에서는 아직 프라이 기준을 따르고 있다.

## 같이 보기
- 도버트 기준